# Club de la Réunion
Le Club de la Réunion est un club politique révolutionnaire français fondé par les Girondins en 1792.

## Historique
Fraser Mackenzie situe sa création en avril 1792, Eugène Lintilhac à peu près à la même époque, Albert Mathiez en mai, Bernardine Melchior-Bonnet après le renvoi des ministres girondins (13 juin 1792) et la parution du Manifeste de Brunswick (25 juillet).
Club exclusivement parlementaire, comme les Jacobins à l'origine, il est fondé pour résister aux menées des Feuillants et de la Cour, ainsi que pour surmonter les divisions au sein de l'opinion jacobine. Les députés inscrits appartiennent à la mouvance girondine aussi bien que montagnarde ; Edna Hindie Lemay indique trente députés inscrits : Albitte, Basire, Bréard, Brissot, Broussonet, Joseph et Lazare Carnot, Chabot, Choudieu, Condorcet, De Bry, Delacroix, Ducos, Duhem, Fauchet, Gensonné, Grangeneuve, Guyton, Hérault, Isnard, Kersaint, de Lagrevol, Lasource, Lecointe, Lequinio, Mailhe, Masuyer, Quinette, Rouyer, Rühl et Vergniaud. Selon Choudieu, ce club est le noyau de la future Montagne, mais il admet cependant que « presque tous les députés de la Gironde » s'y sont présentés et y ont été reçus.
À l'opposé de la plupart des autres sociétés et des usages politiques du temps, ses séances se déroulent à huis clos, et il ne publie pas de liste de membres. De même, contrairement au club des Jacobins, il a participé à la journée du 20 juin 1792. Avec les salons de Madame Roland, Madame Dodun et Valazé, il joue un rôle de premier plan dans le développement de l'opposition des Girondins à la Montagne.
Il se dissout à la fin de septembre 1792 ; le 30, on annonce aux Jacobins qu'il se rallie tout entier.
Selon Augustin Challamel, le club dispose d'un organe, le Journal des amis de la paix et du bonheur de la nation.  Le chevalier Fleury de Pawlet (1731-1793) se présente comme l'auteur de cette publication dans une pétition. La Bibliothèque nationale de France ne conserve que le premier numéro, qui doit être le seul à avoir paru.

## Autres clubs de la Réunion
Ce nom a également été donné par Gorsas au cabinet littéraire situé au Palais-Royal, vestibule Radziwil, à l'emplacement de l'ancien café mécanique, au n° 101 des Arcades de Tissot, ouvert le 13 mai 1793.
La Société d'Amiens affiliée aux Jacobins de Paris a elle aussi été baptisée « club de la Réunion » en 1792.